# Ponera japonica
Ponera japonica är en myrart som beskrevs av Wheeler 1906. Ponera japonica ingår i släktet Ponera och familjen myror. Inga underarter finns listade i Catalogue of Life.

## Bildgalleri

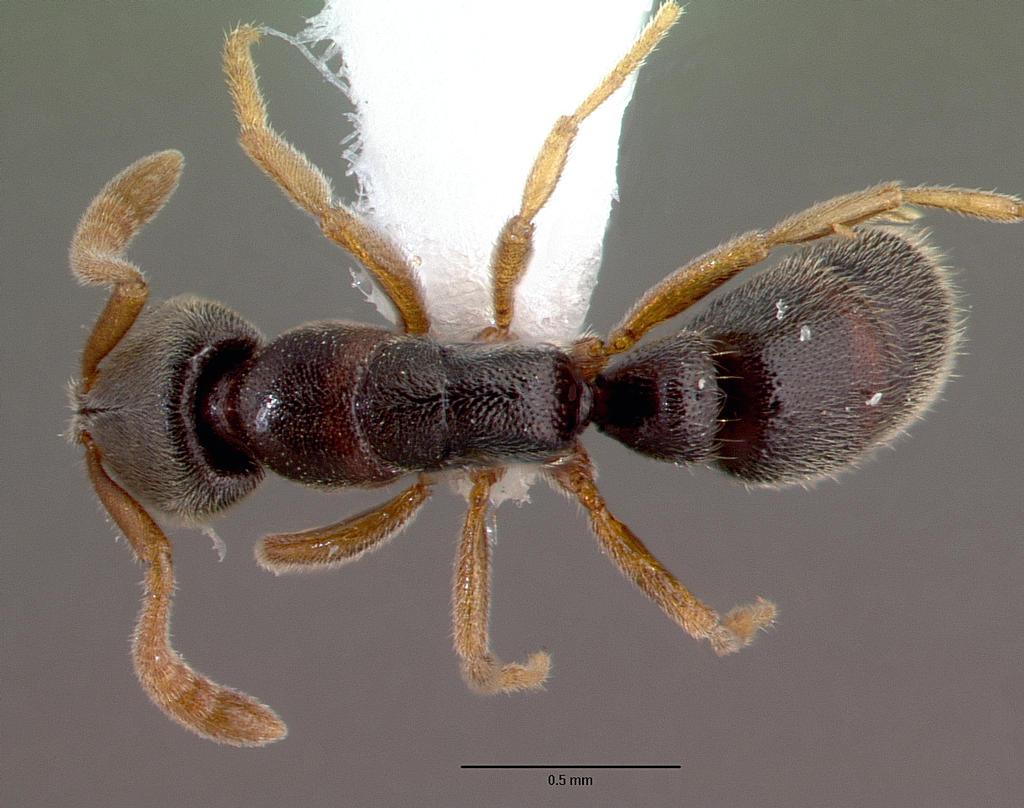
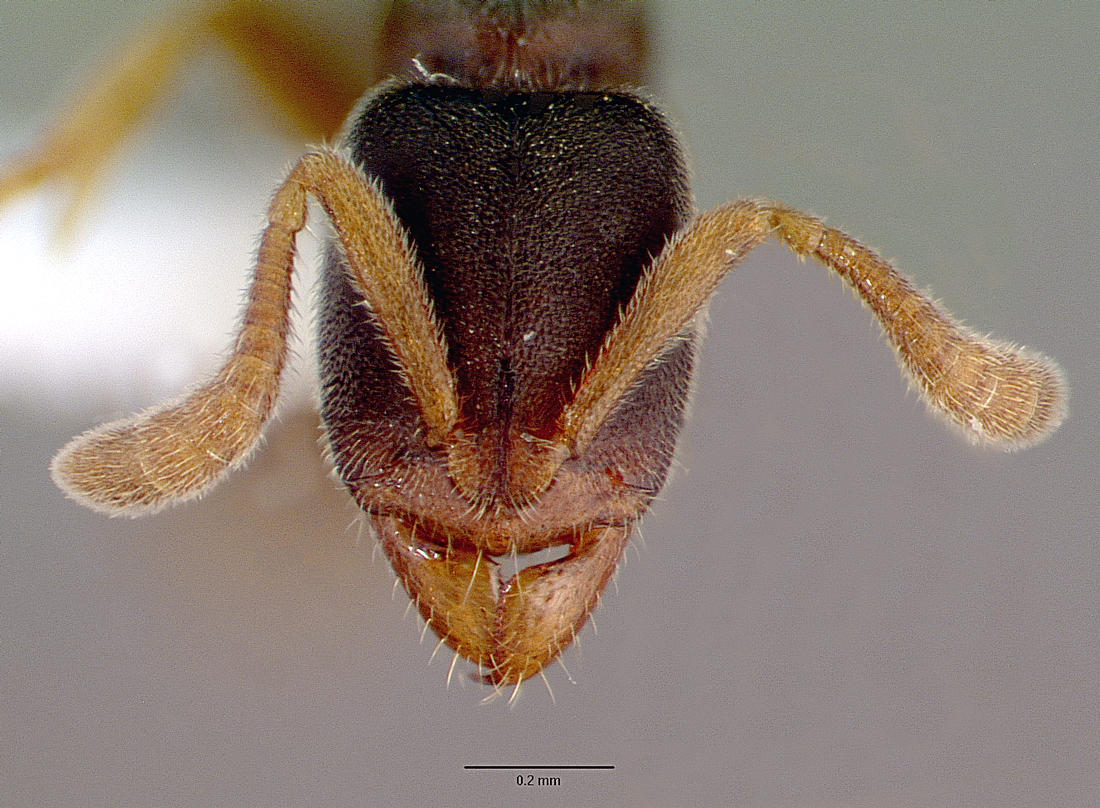
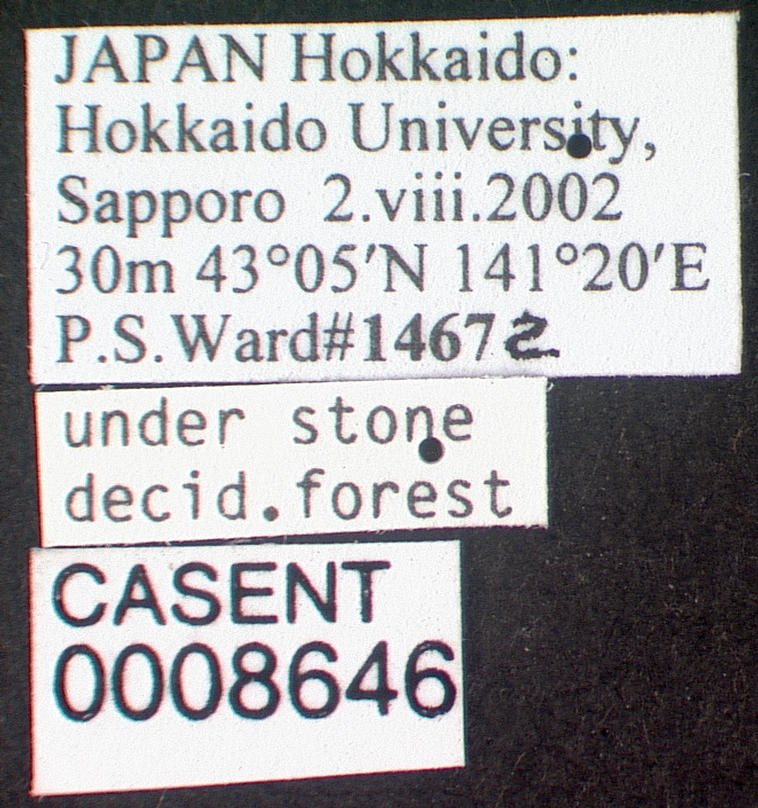
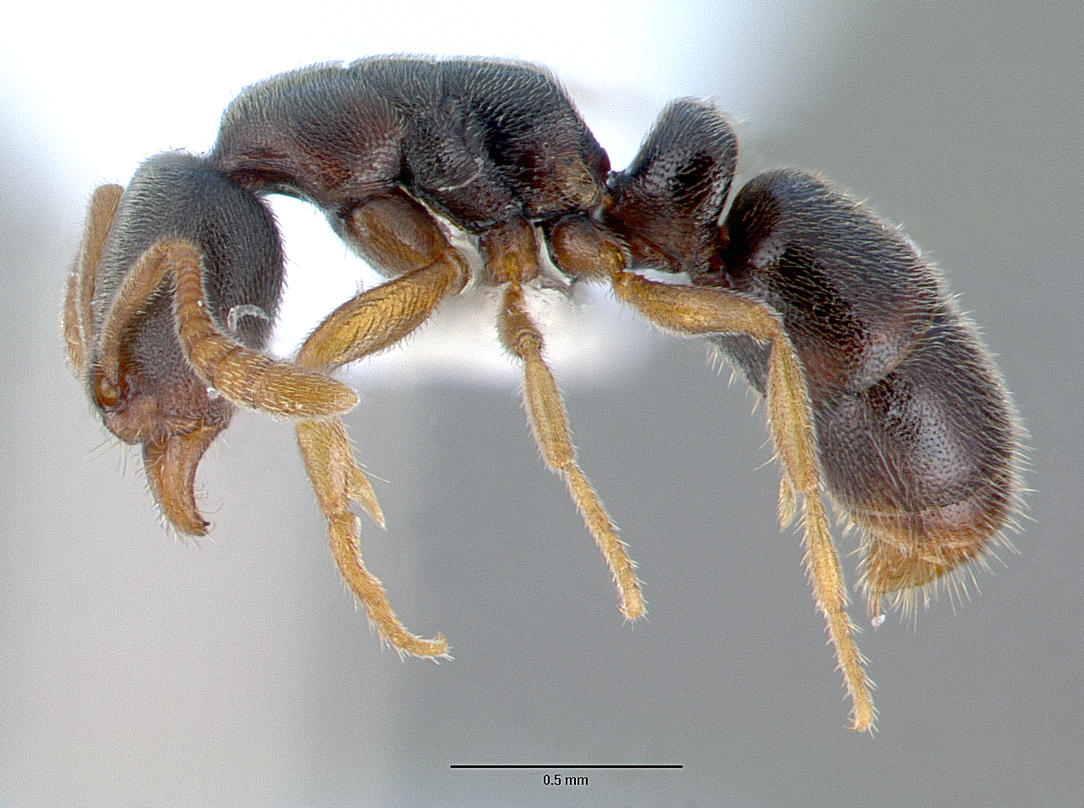
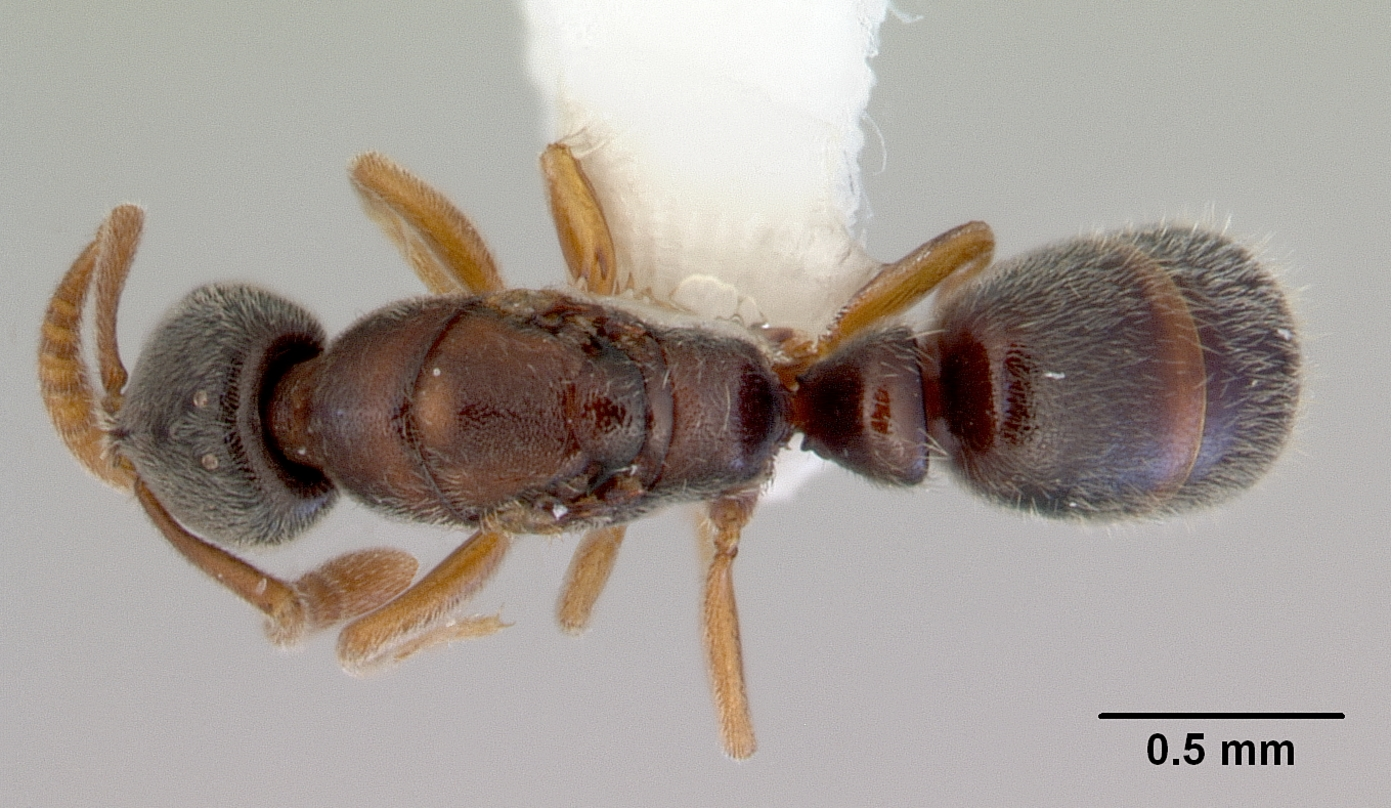
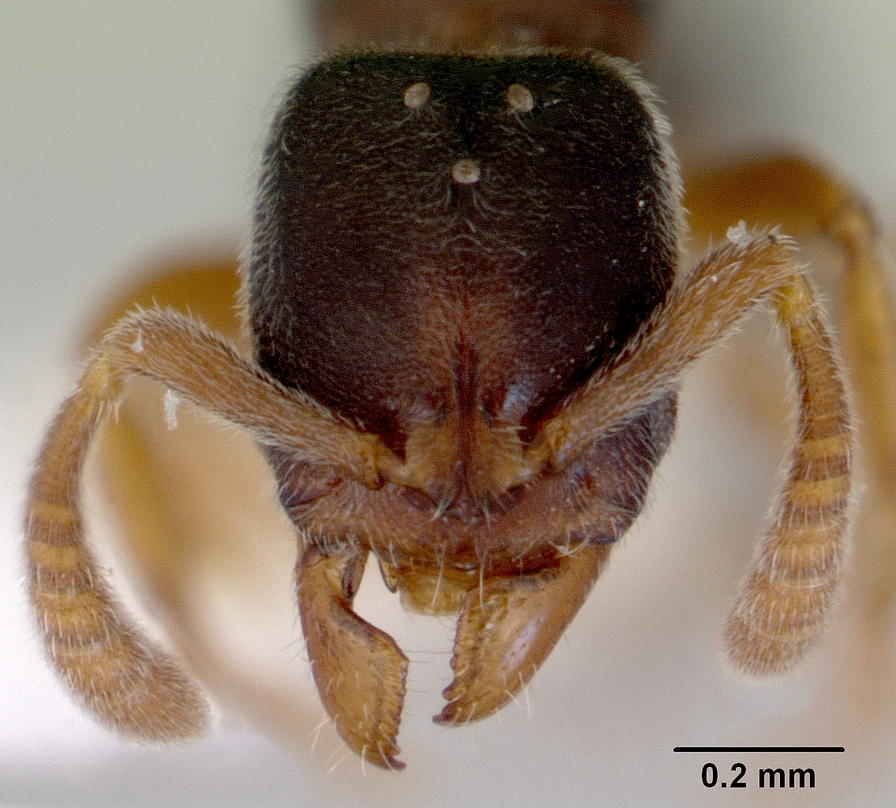